# Varitrella varipennis
Varitrella varipennis är en insektsart som först beskrevs av Walker, F. 1869.  Varitrella varipennis ingår i släktet Varitrella och familjen syrsor. Inga underarter finns listade i Catalogue of Life.